# Günter Birtsch
Günter Birtsch (* 7. November 1929 in Rheinhausen, Kreis Moers) ist ein deutscher Historiker.

Günter Birtsch legte 1951 das Abitur an der Aufbauschule des Staatlichen Adolfinums in Moers am Niederrhein ab und studierte ab 1951 Volkswirtschaftslehre, Philosophie, Germanistik und Geschichte an den Universitäten Freiburg, Birmingham und Köln. Im Jahr 1961 wurde er an der Universität Köln bei Theodor Schieder mit einer Studie über Johann Gustav Droysen zum Doktor der Philosophie promoviert. Von 1961 bis 1970 war er Wissenschaftlicher Referent am Max-Planck-Institut für Geschichte in Göttingen. Von 1969 bis 1970 war er Lehrbeauftragter für Neuere Sozial- und Verfassungsgeschichte an der Ruhr-Universität Bochum. Birtsch lehrte von 1971 bis zu seiner Emeritierung im Jahr 1995 als ordentlicher Professor für Neuere Geschichte, insbesondere Geschichte der Frühen Neuzeit an der Universität Trier. Im Jahr 1980 lehnte der in Trier-Filsch lebende Birtsch einen Ruf nach Göttingen als Nachfolger von Richard Nürnberger ab.
Seine Forschungsschwerpunkte sind die Geschichte der Grund- und Freiheitsrechte, die preußische Geschichte des 18. Jahrhunderts, insbesondere die Entstehung des Preußischen Allgemeinen Landrechts. Er ist Mitglied der Vereinigung für Verfassungsgeschichte. Er brachte als Alternative zum Begriff des „aufgeklärten Absolutismus“ den Begriff des „Reformabsolutismus“ in die wissenschaftliche Debatte ein.

## Schriften (Auswahl)
Monografien
- Die Nation als sittliche Idee. Der Nationalstaatsbegriff in Geschichtsschreibung und politischer Gedankenwelt Johann Gustav Droysens (= Kölner historische Abhandlungen. Bd. 10). Böhlau, Köln u. a. 1964.

Herausgeberschaften
- mit Dietmar Willoweit: Reformabsolutismus und ständische Gesellschaft. Zweihundert Jahre Preußisches Allgemeines Landrecht (= Forschungen zur brandenburgischen und preußischen Geschichte. Neue Folge, Bd. 3). Duncker & Humblot, Berlin 1998, ISBN 3-428-09275-9.
- Reformabsolutismus im Vergleich. Staatswirklichkeit – Modernisierungsaspekte – verfassungsstaatliche Positionen (= Aufklärung. Jg. 9, Heft 1). Meiner, Hamburg 1996, ISBN 3-7873-1214-5.
- mit Jörg Wolff: Das Preußische Allgemeine Landrecht. Politische, rechtliche und soziale Wechsel- und Fortwirkungen. Müller, Heidelberg 1995, ISBN 3-8114-9895-9.
- mit Immo Meenken und Michael Trauth: Grundfreiheiten, Menschenrechte 1500–1850. Eine internationale Bibliographie. 5 Bde. Frommann-Holzboog, Stuttgart-Bad Cannstatt 1991/1992, ISBN 3-7728-1355-0.
- Patriotismus (= Aufklärung. Jg. 4, Heft 2). Meiner, Hamburg 1991, ISBN 3-7873-0978-0.
- Der Idealtyp des aufgeklärten Herrschers (= Aufklärung. Jg. 2, Heft 1). Meiner, Hamburg 1987, ISBN 3-7873-0755-9.
- Grund- und Freiheitsrechte von der ständischen zur spätbürgerlichen Gesellschaft (= Veröffentlichungen zur Geschichte der Grund- und Freiheitsrechte. Bd. 2). Vandenhoeck & Ruprecht, Göttingen 1987, ISBN 3-525-36194-7.